# 乐羽侯
乐羽侯（1917年10月—2002年11月），男，浙江镇海人，中国电影化妆师，曾任中国电影家协会理事。